# ミッドナイトヒート
『ミッドナイトヒート』（Sunset Heat）は、1992年のアメリカ合衆国のアクションスリラー映画。マイケル・パレ、アダム・アント、デニス・ホッパー出演。

## ストーリー
親友のダニー・ローリンズから話があると電話で伝えられたエリック・ライトは、彼がいるロサンゼルスへと飛ぶ。
ダニーとの待ち合わせ場所であるバーに来たエリックは、そこで元恋人でバーのオーナーのジュリーと再会する。彼女はエリックがプロポーズした直後に行方をくらましたことを怒っており、二度とこの店に来ないよう彼に言い放つ。彼女と入れ替わりに、この店を待ち合わせに設定したダニーが現れ、近々大金が手に入ると聞かされる。そしてダニーはレナという店の女性をエリックに紹介し、人に会う用事があるとだけ伝えて出かけていく。埠頭に着いたダニーは、ブツの取引をしていた男たちに銃を向けて脅し取引の金を奪い取るが、男の1人がダニーのことを知っていたためダニーは動揺する。その隙に男たちがダニーらに発砲し銃撃戦となるが、ダニーはその場から逃げ切る。そのころダニーの家では、エリックとの情事が終わりくつろいでいたレナの前に、取引を邪魔されたクックらが現れダニーの居場所を問い詰めてきた。彼女を救おうとするエリックだが、丸腰だったため銃を持った男たちに太刀打ちできず、バルコニーから海へ飛び込む。海岸まで泳ぎ着いたエリックが家に戻ると、すでにレナはクックらによって殺害されていた。
クックたちは組織のボスであるカール・マッドソンの邸宅を訪れ、カールからダニーと、彼と一緒に取引の妨害を企てたと疑われるエリックを探し出すよう命令される。

## キャスト
| 役名               | 俳優                     | 日本語吹替 | 日本語吹替   |
| 役名               | 俳優                     | VHS版      | テレビ東京版 |
| ------------------ | ------------------------ | ---------- | ------------ |
| エリック・ライト   | マイケル・パレ           | 星野充昭   | 山路和弘     |
| ダニー・ローリンズ | アダム・アント           | 真殿光昭   | 荒川太郎     |
| カール・マッドソン | デニス・ホッパー         | 大木民夫   | 樋浦勉       |
| ジュリー           | ダフネ・アッシュブルック | 沢海陽子   | 戸田恵子     |
| デヴィッド         | チャーリー・シュラッター | 石田彰     | 森川智之     |
| レナ               | トレイシー・トゥイード   | 田中敦子   | 山像かおり   |
| ブランドン         | リトル・リチャード       | 中庸助     | 江原正士     |
| クック刑事         | ルカ・ベルコビッチ       | 納谷六朗   |              |
| ドラッカー         | トニー・トッド           |            |              |
| マシュー           | マイケル・タルボット     | 伊井篤史   |              |

- テレビ東京版：初回放送1997年9月4日 『木曜洋画劇場』

## スタッフ
- 監督：ジョン・ニコレラ
- 脚本：ジョン・アレン・ネルソン （英語版）、マックス・ストロム
- 製作：キャンディス・キング、ランス・キング
- 撮影監督：チャールズ・ロッシャー・Jr,A.S.C.
- プロダクションデザイナー：リチャード・L・ジョンソン
- 編集：クリストファー・コーフォード
- 衣裳デザイン：パリス・リビー
- 音楽：ヤン・ハマー
- 日本語字幕：松浦美奈
- VHS版吹替

翻訳：入江敦子
演出：小川利夫
- テレビ東京版吹替

翻訳：中村久世
演出：高橋剛
調整：金谷和美
効果：リレーション
製作：テレビ東京、ケイエスエス
プロデューサー：深澤幹彦、渡邊一仁